# Рідкі шпалери

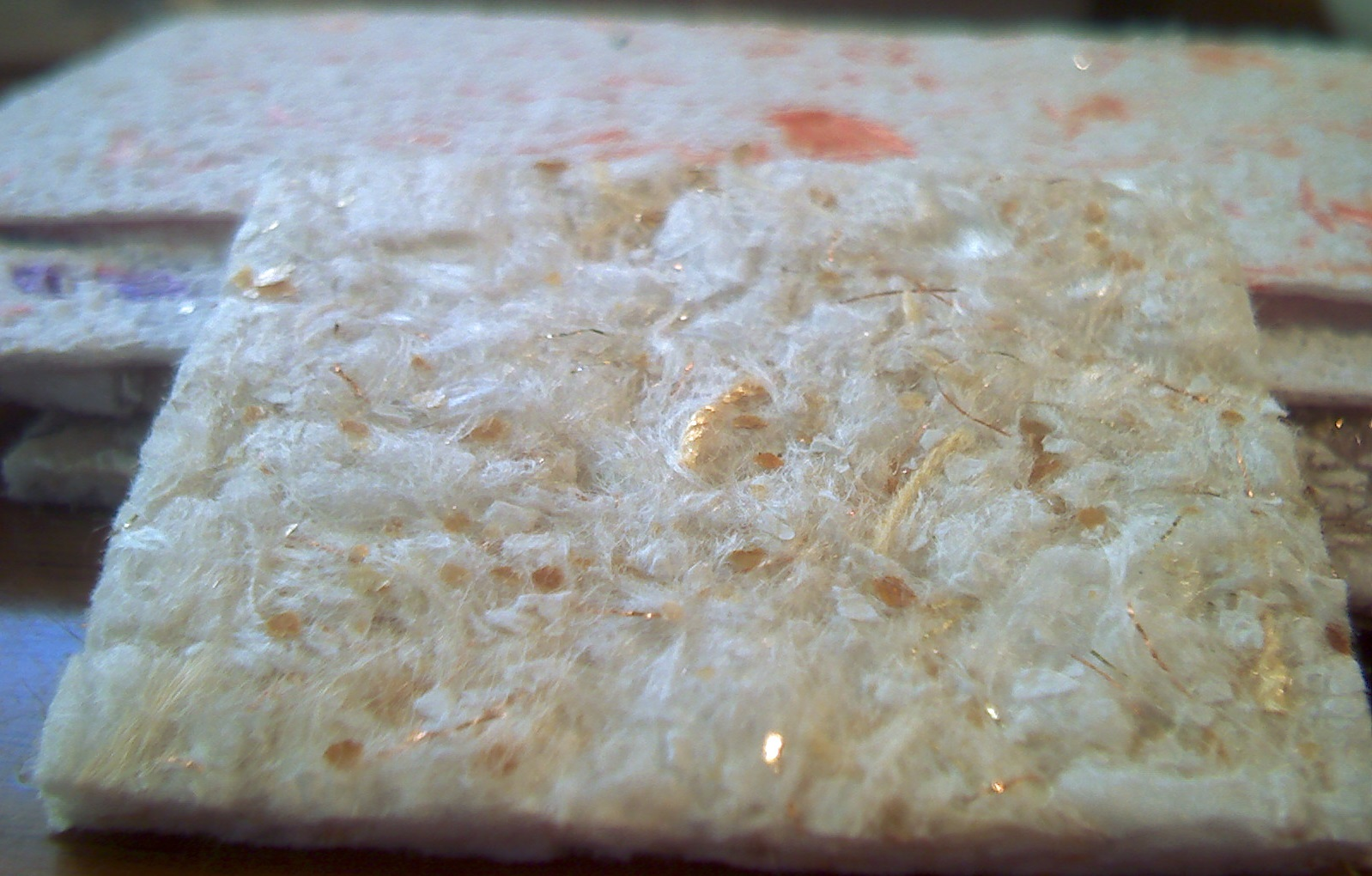
Рідкі шпалери, зразки 2014.01.23

Рідкі шпалери (англ. liquid wallpaper) — це назва декоративного фінішного покриття для стін та стель.
Рідкі шпалери поєднують в собі найкращі властивості як звичайних рулонних шпалер, так і декоративної штукатурки та лакофарбових покриттів.
По суті, до традиційних шпалер рідкі шпалери не мають ніякого відношення. Рідкі шпалери — більш схожі до фарби й декоративних штукатурок, це особливого роду настінне покриття, що складається з безлічі компонентів. Основою рідких шпалер є дубова кора, бавовна, желатин, слюда, сухі водорості, натуральний шовк, що створює ефект тканини, у деяких випадках срібні й золоті нитки, що підсилюють особливий декоративний ефект.
Рідкі шпалери (декоративна штукатурка) приємні на дотик. У сухому вигляді нагадують дитячий матеріал для саморобок. Насправді ж це суміш, що містить не шкідливі декоративні компоненти волокон.
Через незнання, рідкі шпалери часто плутають зі звичайною штукатуркою. Принципова відмінність в тому, що склад рідких шпалер не містить пісок. 

## Склад
Рідкі шпалери в первинному вигляді являють собою суху сипучу субстанцію, упаковану в приблизно кілограмові пластикові пакети. Перед використанням, вміст пакета розводять водою, кількість якої залежить від виробника та інструкції застосування. Наносяться шпателем або просто рукою.
До основного складу рідких шпалер можуть входити бавовна, волокна шовку, целюлоза, натуральні барвники, фунгіциди природного походження, натуральна клейова субстанція та пластифікатори.
А присутність декоративних компонентів, таких як блискітки, перламутр, слюда, мінеральна крихта і та інші зазвичай природні матеріали, робить цей вид покриття особливим.
Від використаного матеріалу дуже залежить вартість того чи іншого виду рідких шпалер. При цьому враховується ступінь натуральності, екологічності сировини, його забарвлення, текстури, стійкості до зовнішніх впливів.

## Види рідких шпалер

### За складом
- Шовкові
- Бавовняні
- Целюлозні
- Змішаного складу

Рідкі шпалери, що повністю складаються з шовкового волокна або бавовни є найбільш довговічними, оскільки відрізняються високою стійкістю до ультрафіолету. Такі рідкі шпалери не вигорають і не міняють колір в процесі експлуатації, зберігаючи свій первинний вигляд і забарвлення довгі роки. Целюлозні й шовково-целюлозні шпалери коштують дешевше шовкових, проте мають менший термін експлуатації, а також значно відрізняються за зовнішніми декоративними якостями від шовкових рідких шпалер.

### За типом використання
- Готові до застосування — відразу продаються в готовому вигляді, як продукт, готовий для використання після додавання води перед початком нанесення. Такі рідкі шпалери відносяться до категорії «зроби сам», не вимагають від покупців професійних навичок і умінь, залучення майстрів для ремонту.
- Потребують фахових навичок — спочатку продаються в одному білому кольорі. Для отримання будь-якого іншого кольору необхідно додавати різні барвники, а також декоративні компоненти для отримання фінішного покриття.

## Переваги
- До переваг рідких шпалер можна віднести те, що вони дозволяють легко проводити частковий ремонт. При цьому треба просто зачистити шматок поверхні від старих шпалер, а на звільнене місце нанести нову субстанцію.
- Немає потреби підбирати малюнок завдяки тому, що при нанесенні рідких шпалер на поверхні відсутні шви.
- Цей матеріал дуже зручний у тому випадку, коли на стінах є багато виступів і кутів, які складно обклеїти традиційними шпалерами.
- Рідкі шпалери утворюють на стінах рельєфне покриття без швів товщиною 1-2 мм з матовою поверхнею, м'яке на дотик.
- Вирівнюють стіни, що дозволяє наносити їх навіть на непідготовлену та нерівну поверхню.
- Еластичність рідких шпалер дозволяє уникати тріщин на стінах, які з'являються з часом при усадці в нових будинках.
- Рідкі шпалери поглинають звук, тобто володіють високими звукоізоляційними властивостями, водночас знижуючи акустику в приміщенні.
- Рідкі шпалери містять безліч дрібних пор, тобто готове покриття володіє теплоізоляційними характеристиками, здатне поглинати надлишок вологи в приміщенні й віддавати її при зайвій сухості повітря.
- Відсутність швів і стиків також одне з явних переваг рідких шпалер, оскільки цільна поверхня значно довговічніша.
- Рідкі шпалери дозволяють з легкістю створювати будь-які декоративні елементи, розпису стін, панно і малюнки. Принцип створення таких декоративних елементів дуже простий — за типом розмальовки для дітей.

## Недоліки рідких шпалер
- Унаслідок мікропористості структури, термін висихання рідких шпалер після нанесення може зайняти до 48 годин.
- Через високу гігроскопічність, рідкі шпалери не рекомендується використовувати в місцях з підвищеною вологістю або прямим попаданням води.

## Історична довідка
Історія рідких шпалер бере свій початок у XV столітті. Французький король Карл VII після захоплення замку наказав відреставрувати й прикрасити його за три дні. У захопленому місті виробляли шовк, але війна знищила все обладнання, і подальше виробництво тканини було неможливим.
Умільці вирішили використати шовк, що залишився, для обробки приміщень. Кольорові полотна були подрібнені. А для того, щоб вони трималися однією масою, додали борошно. Отриману суміш добре змішали, розбавили водою і виконали обробку приміщень. Оригінальність і краса вразили короля. Отримане покриття зберігало тепло. Для обробки царської спальні в декор була додана золота нитка.